# Agomadaranus armatus
Agomadaranus armatus es una especie de coleóptero de la familia Attelabidae.

## Distribución geográfica
Habita en la India y Vietnam.